# شورش‌های ۱۹۸۹ در آرژانتین
شورش‌های ۱۹۸۹ در آرژانتین (انگلیسی: 1989 riots in Argentina) یک سری تهاجم به فروشگاه‌ها و سوپر مارکت‌ها در آرژانتین بود که در آخرین بخش از ریاست جمهوری رائول آلفونسین، بین ماه مه و ژوئن سال ۱۹۸۹ بوقوع پیوست. این شورش‌ها به دلیل تورم گسترده و کمبود مواد غذایی بود. در کنار این شورش‌ها تظاهرات قانونی و حرکت‌های اعتراضی نیز وجود داشت.
اولین شورش در شهر روزاریو آغاز شد. مردم قبل از این شورش از سوپر مارکت‌ها خواهان غذا بودند ولی وقتی به خواسته‌هایشان نرسیدند اعتراض آنها به شورش تبدیل شد و به سرعت به دیگر شهرستانها به خصوص به بوئنوس آیرس گسترش یافت. دولت اعلام وضعیت فوق‌العاده کرد. بیش از ۴۰ نفر دستگیر شدند و به گفته منابع غیررسمی ۱۴ تا ۲۰ تن کشته شدند. در نتیجه پرزیدنت آلفونسین استعفا داد و کارلوس منم جایگزین او شد.

## شکل‌گیری شورش
در اوت ۱۹۸۸ دولت آلفونسین یک برنامه اقتصادی جدید، به نام طرح پریماورا (PRIMAVERA)، برای حل بحران تورم را ارائه داد. در این طرح چند موضوع مورد بحث قرار گرفته بود . کنترل قیمتها، مذاکره با ۵۳ شرکت بزرگ، نرخ تبادل ارز. تثبیت حقوق کارگران و مذاکره با اتحادیه‌های کارگری از جمله موضوعات گنجانده شده در این طرح بود. این طرح به سرعت شکست خورد. نرخ بهره به طرز غیرقابل کنترلی افزایش پیدا کرد. ذخایر ارز خارجی بانک مرکزی کاهش پیدا کرد چرا که دلار ایالات متحده به فروش رسید تا ارزش استرال آرژانتین حفظ شود. نهادهای اقتصادی سپرده‌هایشان را از بانک‌ها بیرون کشیدند، کمبود دلار روی صادرات کشور تأثیر منفی گذاشت و پرداخت مالیات‌ها را به تعویق انداخت.
در ماه مه سال ۱۹۸۹، نرخ ارز (در حالی که در تئوری ثابت بود) از ۸۰ به ۲۰۰ استرال مابازاء یک دلار افزایش یافت. در روساریو، نرخ تورم ماه مه به ۹۶٫۵ درصد رسید. در سوپر مارکت‌ها و فروشگاه‌ها مواد اساسی دچار کمبود شد و روزانه قیمت آنها چند بار تغییر پیدا می‌کرد.
نتیجه انتخابات ۱۴ مه سال ۱۹۸۹ به نفع حزب پرون(Partido Justicialista) تمام شد. وضعیت بی‌ثبات باعث شد که امکان انتخابات زودهنگام ریاست جمهوری بر سر زبانها بیاید. در شهر روساریو فرماندار هوراسیو اوساندیزاگا استعفا داد و تأکید کرد که در صورت انتخاب کارلوس منم از دولت کناره‌گیری خواهد کرد.

## شورش در روساریو
چهارشنبه ۲۴ مه روز تعطیل بانکها بود. اولین شورش‌ها در روساریو و کوردوبا شکل گرفت. در ۲۸ مه رئیس‌جمهور یک طرح اقتصادی فوق‌العاده اعلام کرد. در آن شب شورش‌ها در سراسر روساریو به‌ویژه در جنوب این شهر که سوپرمارکتهای بیشتری در آن بود گسترش یافت. روز بعد از آن این شورش‌ها به مناطق صنعتی و شهرهای دیگر نیز کشیده شد. در بعضی نقاط مردم جاده‌ها را نیز مسدود کردند.

## شورش‌های ۱۹۹۰
در شروع سال ۱۹۹۰ شورش‌های کوچکتری در ماه‌ها فوریه و مارس در شهرهای روساریو انجام شد. شورش‌های بزرگتری در بوئنوس آیرس وجود داشت. بحران اقتصادی فروکش نکرده بود و بسیاری از شغل‌ها با مانع روبرو شده بودند دولت با توزیع یارانه‌های غذایی در میان حومه نشینان فقیر شورش‌ها را می‌توانست بسرعت مهار کند.